# Tomorrow's Way
Tomorrow's Way is de derde single van YUI. Tommorow's Way behaalde de 15e plek op de Oricon-hitlijst en werd 32.291 verkocht. Het liedje werd ook gebruikt in de film Hinokio.
De Hongkongse zangeres/actrice Fiona Sit heeft een Kantonese cover van Tomorrow's Way gemaakt, genaamd Dear Fiona.